# Khellven
Khellven Dougles Silva Oliveira, noto semplicemente come Khellven (Alexandria, 25 febbraio 2001), è un calciatore brasiliano, difensore del Palmeiras.

## Caratteristiche tecniche
È un terzino destro.

## Carriera
Cresciuto nel settore giovanile dell'Athl. Paranaense, ha esordito in prima squadra il 10 marzo 2019 disputando l'incontro del Campionato Paranaense vinto 8-2 contro il Toledo EC.

## Statistiche
Statistiche aggiornate al 18 novembre 2019.

### Presenze e reti nei club
| Stagione        | Squadra          | Campionato      | Campionato | Campionato | Coppe nazionali | Coppe nazionali | Coppe nazionali | Coppe continentali | Coppe continentali | Coppe continentali | Altre coppe | Altre coppe | Altre coppe | Totale | Totale | Totale |
| Stagione        | Squadra          | Comp            | Pres       | Reti       | Comp            | Pres            | Reti            | Comp               | Pres               | Reti               | Comp        | Pres        | Reti        | Pres   | Reti   |        |
| --------------- | ---------------- | --------------- | ---------- | ---------- | --------------- | --------------- | --------------- | ------------------ | ------------------ | ------------------ | ----------- | ----------- | ----------- | ------ | ------ | ------ |
| 2019            | Athl. Paranaense | A1/PR+A         | 9+4        | 1+0        | CB              | 3               | 0               | CL                 | 0                  | 0                  | RS          | 0           | 0           | 16     | 1      |        |
| Totale carriera | Totale carriera  | Totale carriera | 13         | 1          |                 | 3               | 0               |                    | 0                  | 0                  |             | 0           | 0           | 16     | 1      |        |

## Palmarès

### Club

#### Competizioni statali
- Campionato Paranaense: 1

Atl. Paranaense: 2019

#### Competizioni nazionali
- Coppa del Brasile: 1

Atl. Paranaense: 2019
- Coppa di Russia: 1

CSKA Mosca: 2024-2025
- Supercoppa di Russia: 1

CSKA Mosca: 2025

#### Competizioni internazionali
- Coppa Sudamericana: 1

Atl. Paranaense: 2021